# Pultenaea retusa
Pultenaea retusa är en ärtväxtart som beskrevs av James Edward Smith. Pultenaea retusa ingår i släktet Pultenaea och familjen ärtväxter. Inga underarter finns listade i Catalogue of Life.